# Jagiellonia Białystok w sezonie 1924
Wojskowy Klub Sportowy 42 Pułku Piechoty w Białymstoku (protoplasta Jagiellonii Białystok) przystąpił do rozgrywek Klasy B Wileńskiego Okręgu Piłki Nożnej.

## III poziom rozgrywek piłkarskich
W roku 1924 do rozgrywek ligowych przystąpiły zespoły z województwa białostockiego. WKS 42 PP wygrał rozgrywki w klasie B i wraz z trzema innymi zespołami awansował do Wileńskiej klasy A.

## Końcowa Tabela – Klasa B (podokręg białostocki)
| Lp. | Drużyna            | M | Z | R | P | Bramki | Bramki | Różn. | Pkt. | Uwagi             |
| --- | ------------------ | - | - | - | - | ------ | ------ | ----- | ---- | ----------------- |
| 1   | WKS 42PP Białystok | 4 | 4 | 0 | 0 | 10     | 1      | +9    | 8    | Baraże do klasy A |
| 2   | BOSO Białystok     | 4 | 1 | 1 | 2 | 5      | 7      | -2    | 3    |                   |
| 3   | ŻKS Białystok      | 4 | 0 | 1 | 3 | 2      | 9      | -7    | 1    |                   |

Mecze
- 31.08. - ŻKS : WKS 42PP 0:3
- 6.09. - ŻKS : BOSO 1:1
- 14.09. - BOSO : WKS 42PP 1:2
- 27.09. - WKS 42PP : ŻKS 2:0
- 12.10. - WKS 42pp : BOSO 3:0(vo)
- 21.10. - BOSO : ŻKS 3:1

Faza finałowa - eliminacje do klasy A
| Lp. | Drużyna            | M | Z | R | P | Bramki | Bramki | Różn. | Pkt. | Uwagi             |
| --- | ------------------ | - | - | - | - | ------ | ------ | ----- | ---- | ----------------- |
| 1   | WKS 42PP Białystok | 6 | 5 | 1 | 0 | 16     | 1      | +15   | 11   | Awans do klasy A  |
| 2   | Makabi Wilno       | 6 | 4 | 1 | 1 | 13     | 4      | +9    | 9    | Awans do klasy A  |
| 3   | Cresovia Grodno    | 4 | 0 | 0 | 6 | 0      | 18     | -18   | 0    | Awans po barażach |
| 4   | Sparta Wilno       | 4 | 0 | 0 | 6 | 0      | 18     | 18    | 0    |                   |

- Kara nałożona przez WOZPN na Makabi została zmieniona, ostatecznie dopuszczono zespół do rozgrywek eliminacyjnych.
- Za udział nieuprawnionych piłkarzy WOZPN unieważnił wszystkie mecze Cresovii i Sparty. Podtrzymał tę decyzję na walnym zebraniu 31.01-1.02.1925r.[1], jednocześnie uchwalając powiększenie klasy A do 6 zespołów, co za tym idzie dobranie spośród dwóch drużyn zdyskwalifikowanych trzeciego beniaminka.
- W maju i czerwcu 1925 roku rozegrano mecze kwalifikacyjne pomiędzy Spartą i Cresovią o wejście do klasy A.

Sparta : Cresovia 1:2, 3:2, trzeci mecz 1:3, awans Cresovii.
Mecze eliminacyjne
- 25.10. Sparta : WKS 42pp 2:3 zwer. (0-3)vo*
- 8.11. - Makabi : Sparta 3:2 zwer. (3-0)vo*
- 11.11. - Makabi : Sparta 2:2 zwer. (0-3)vo*
- 8.11. - Cresovia : WKS 42PP 4:0 zwer. (0-3)vo*
- 15.11. - Cresovia : Makabi 2:0 zwer. (0-3)vo*
- 16.11. - Cresovia : Makabi 2:0 zwer. (0-3)vo*
- 16.11. - WKS 42PP : Sparta 3:0(vo)[3]
- 22.11. - Sparta : Cresovia 1:1 zwer. (unieważnienie)*
- 23.11. - Sparta : Cresovia 1:5 zwer. (unieważnienie)*
- 23.11. - Makabi : WKS 42PP 0:0
- ?.11. - WKS 42PP : Cresovia (brak) zwer. (3-0)vo*
- 30.11. - WKS 42PP : Makabi 4:1
- (*) - Walkowery dla Cresovii i Sparty za wystawianie nieuprawnionych graczy.

## Mecze
| Mecze i wyniki | Mecze i wyniki       | Mecze i wyniki      | Mecze i wyniki | Mecze i wyniki | Mecze i wyniki  | Mecze i wyniki | Mecze i wyniki  | Pozycja w lidze | Pozycja w lidze | Pozycja w lidze |
| Lp. | Data                 | Rozgrywki           | F.             | D/W            | Przeciwnik      | Wynik          | Strzelcy bramek | M.              | B.              | P.              |
| --- | -------------------- | ------------------- | -------------- | -------------- | --------------- | -------------- | --------------- | --------------- | --------------- | --------------- |
| {\displaystyle 1_{\ 1}^{\ }} | 31.08.1924 Białystok | Klasa B - 1 kol.    | -              | W              | ŻKS Białystok   | 0:3            |                 | 1               | 3:0             | 2               |
| {\displaystyle 2_{\ 2}^{\ }} | 14.09.1924 Białystok | Klasa B - 2 kol.    | -              | W              | BOSO Białystok  | 1:2            |                 | 1               | 5:1             | 4               |
| {\displaystyle 3_{\ 3}^{\ }} | 27.09.1924 Białystok | Klasa B - 3 kol.    | -              | D              | ŻKS Białystok   | 2:0            |                 | 1               | 7:1             | 6               |
| {\displaystyle 4_{\ 4}^{\ }} | 12.10.1924 Białystok | Klasa B - 4 kol.    | -              | D              | BOSO Białystok  | 3:0(vo)        |                 | 1               | 10:1            | 8               |
| {\displaystyle 5_{\ }^{\ }} | 25.10.1924 Wilno     | Eliminacje do kl. A | -              | W              | Sparta Wilno    | 0:3(vo)        |                 | 1               | 3:0             | 2               |
| {\displaystyle 6_{\ }^{\ }} | 8.11.1924 Grodno     | Eliminacje do kl. A | -              | W              | Cresovia Grodno | 0:3(vo)        |                 | 1               | 6:0             | 4               |
| {\displaystyle 7_{\ }^{\ }} | 16.11.1924 Białystok | Eliminacje do kl. A | -              | D              | Sparta Wilno    | 3:0(vo)        |                 | 1               | 9:0             | 6               |
| {\displaystyle 8_{\ }^{\ }} | ?.11.1924 Białystok  | Eliminacje do kl. A | -              | D              | Cresovia Grodno | 3:0(vo)        |                 | 1               | 12:0            | 8               |
| {\displaystyle 9_{\ }^{\ }} | 23.11.1924 Wilno     | Eliminacje do kl. A | -              | W              | Makabi Wilno    | 0:0            |                 | 1               | 12:0            | 9               |
| {\displaystyle 10_{\ }^{\ }} | 30.11.1924 Białystok | Eliminacje do kl. A | -              | D              | Makabi Wilno    | 4:1            |                 | 1               | 16:1            | 11              |
| {\displaystyle 1_{\ 3}^{\ 2}} - (1) Liczba meczów w sezonie, (2) wszystkie mecze na najwyższym poziomie rozgrywkowym, (3) wszystkie mecze w rozgrywkach ligowych (bez baraży) - rozgrywki ligowe, - rozgrywki pucharu polski, - rozgrywki pucharu ligi, - rozgrywki ligi europejskiej, - mecze barażowe lub eliminacyjne, - inne. |                      |                     |                |                |                 |                |                 |                 |                 |                 |

## Mecze towarzyskie
| Mecze i wyniki WKS 42PP Białystok w 1924 | Mecze i wyniki WKS 42PP Białystok w 1924 | Mecze i wyniki WKS 42PP Białystok w 1924 | Mecze i wyniki WKS 42PP Białystok w 1924 | Mecze i wyniki WKS 42PP Białystok w 1924 | Mecze i wyniki WKS 42PP Białystok w 1924 | Mecze i wyniki WKS 42PP Białystok w 1924 | Mecze i wyniki WKS 42PP Białystok w 1924 | Mecze i wyniki WKS 42PP Białystok w 1924 | Mecze i wyniki WKS 42PP Białystok w 1924 |
| Lp.                                      | Data, Kraj, Miasto                       | Mecze                                    | Frekw.                                   | D/W boisko                               | Przeciwnik                               | Wynik                                    | Strzelcy bramek                          | Sędzia                                   | Źródło                                   |
| ---------------------------------------- | ---------------------------------------- | ---------------------------------------- | ---------------------------------------- | ---------------------------------------- | ---------------------------------------- | ---------------------------------------- | ---------------------------------------- | ---------------------------------------- | ---------------------------------------- |
| 1                                        | 6.04.1924 Białystok                      | tow.                                     | -                                        | ul.Traugutta                             | ŻKS Białystok                            | (brak)                                   | -                                        | -                                        | [ 4 ]                                    |
| 2                                        | 13.04.1924 Białystok                     | tow.                                     | -                                        | ul.Traugutta                             | BOSO Białystok                           | (brak)                                   | -                                        | -                                        | [ 5 ]                                    |
| 3                                        | 24.05.1924 Białystok                     | tow.                                     | -                                        | ul.Traugutta                             | 33PP Łomża                               | 6:0                                      | -                                        | -                                        | [ 6 ]                                    |
| 4                                        | 27.07.1924 Białystok                     | tow.                                     | -                                        | ul.Traugutta                             | Hakoah Wiedeń                            | 0:15                                     | -                                        | -                                        | Rep. Białegostoku                        |

## Pauza w sezonie 1925
W 1924 roku rozegrano rozgrywki w klasie A, B i C. Jednak w tym samym roku nie odbyły się Mistrzostwa Polski. W związku z tym kluby A, B i C klasowe pauzowały w roku 1925, zachowując swoje miejsce i pozycję w danej klasie rozgrywkowej. Cała A, B i C klasa ruszyła z rozgrywkami od 1926 roku.
Rok 1925 nie przeminął zupełnie bez piłki rozgrywek piłki nożnej, odbyły się Mistrzostwa Polski 1925 z udziałem zwycięzców klasy A z sezonu 1924.